# Santiago Mestre Iborra
Santiago Mestre Iborra (Rafelbuñol, provincia de Valencia, 10 de abril de 1909 – Masamagrell, 29 de septiembre de 1936) fue un religioso español. Murió asesinado, con sus ocho hermanos, en los comienzos de la guerra civil, víctima del terror desatado en la zona republicana. En 2001 fue beatificado por el papa Juan Pablo II. 

## Primeros años
Nació en Rafelbuñol el 10 de abril de 1909. Fue bautizado el 12 de abril del mismo año, en la parroquia de san Antonio Abad de Rafelbuñol. Tuvo como padres a Onofre Mestre y Mercedes Iborra, de los cuales nacieron nueve hijos. Santiago era el séptimo. Todos ellos (Mercedes, Vicente, José María, Bautista, Onofre, Pilar, Domingo y Manuel) fueron asesinados durante la guerra civil.

## Estudios
Entró en la Orden capuchina a los quince años y vistió el hábito el 6 de junio de 1924 en Ollería (provincia de Valencia). Hizo la profesión temporal el 7 de junio de 1925 y la profesión perpetua en Roma el 21 de abril de 1930 de las manos del padre Melchor de Benisa, ministro general de la Orden. Fue ordenado sacerdote en Roma el 26 de marzo de 1932.
Conseguido el doctorado en teología en la Pontificia Universidad Gregoriana, volvió a España y fue nominado vicerrector del Seminario seráfico de Masamagrell.

## Guerra Civil
Al estallido de la guerra civil española, se ocupó de poner a salvo a los seminaristas que estaban a su cargo y después buscó refugio en su pueblo de Rafelbuñol. Aquí el Comité local lo puso a trabajar como un empleado en los trabajos que entonces se hacían en la casa de la Abadía, recogiendo la basura de la iglesia parroquial. Pero al saber que sus ocho hermanos habían sido arrestados y corrían peligro, decidió presentarse al Comité con intención de ser canjeado por ellos. Cuando se presentó el 26 de septiembre de 1936 fue hecho prisionero. En la cárcel confesó a los prisioneros. La noche del 28 al 29 de septiembre los nueve hermanos fueron conducidos al cementerio de Masamagrell, donde fueron fusilados. 
Santiago fue sepultado en una fosa común en el cementerio de Masamagrell. Sus restos fueron exhumados e identificados y después transferidos al panteón de los caídos de Rafelbuñol. Hoy reposan en la capilla de los mártires capuchinos del convento de la Magdalena en Masamagrell.

## Beatificación
Fue beatificado —conjuntamente con otras 232 víctimas de la persecución religiosa durante la guerra civil— por el papa Juan Pablo II el 11 de marzo de 2001.